# 龍山商場
臺北市公有龍山商場，位於台灣台北市萬華區。是臺北市境內眾多商場之一暨龍山寺週圍七大商街之一，七大商街包括龍山商場、龍山寺地下街、大理服飾街、西昌街、廣州街、梧州街及華西街攤販臨時集中場等。

## 商場構造及位置
位於萬華區行政中心大樓，本大樓四樓以上為萬華區行政單位。北為和平西路三段，南為大理街。內部分區，主要可分為四層，每層樓平均30家攤位店舖，從地下一樓到地上三樓。地下一樓設有通道與台北捷運龍山寺站相連。和龍山寺地下街分列於龍山寺站南北兩側。計劃安置原龍山商場攤商，並取代萬華十二號公園（今艋舺公園）之舊龍山商場。
本商場成立於1968年8月，原位於龍山寺前萬華十二號公園預定地。後因該址興建捷運龍山寺站、艋舺公園與龍山寺地下街，1993年12月安置於萬華車站廣場，地址為康定路台鐵萬華車站前B區。之後萬華區行政大樓完工，於2004年11月遷入和平西路三段120號地下一樓至三樓現址。

## 利用現況
招商營業，營業時間上午10時至晚上8時，地下2至5樓備有停車場。地下一樓、地上一樓為美食街，地上2樓、3樓為百貨區，包含算命、茶葉、印章、鐘錶、珠寶、服飾等百貨業。惟地上二三樓與地下1樓部份生意不佳，呈現閒置狀態的部份，僅有三樓算命攤生意不錯。